# Примордиальная традиция
Примордиа́льная тради́ция (лат. primordialis, фр. primordiale — «изначальная», «исконная», «первозданная») — термин в доктрине основоположника школы современного интегрального традиционализма Рене Генона, изначальное содержание духовности, сердцевиной которого является метафизическое учение о Первопринципе и его манифестации, воплощённое «в символах, передаваемых из одной эпохи в другую от самых источников человечества».
Характеризуется как сохраняемый с помощью инициатической цепи «изначально целостный комплекс знаний трансцендентного происхождения», «совокупность „нечеловеческих“ знаний», которая «опосредует мир принципов и мир их воплощения, транслируясь из поколения в поколение усилиями каст Посвящённых», «сверх-временный синтез всей истины человеческого мира и человеческого цикла», «абсолютная трансцендентная истина».
Впоследствии, по мысли Генона, Примордиальная традиция стала существовать в форме отдельных духовных традиций, представляя собой единую первооснову этих эзотерических концепций, а также, в приспособленном для экзотерического понимания облике, — и традиционных религиозных учений.
Примордиальная традиция ― это не только «знания»; согласно Генону, «это „закон“ или „норма“… сформулированные… космическим Умом, который отражает божественную Волю и выражает вселенский порядок». Как указывает С. Х. Наср: «В своём более универсальном смысле Традиция включает в себя законы, которые приближают человека к Небесам». В христианском контексте, согласно Священному Преданию, это означает принципиальную возможность для древних культур получить свыше, от Бога, через пророков, откровения о Боге, мире и человеке.
Примордиальная традиция может быть рассмотрена в двух аспектах:
- как предмет исследований и одно из основных понятий конкретного направления философии, одного из многих, ― интегрального традиционализма (иногда используют термин «перенниализм»[11]), эксплицитно сформулированного Рене Геноном[6][12][13] и его последователями, но истоки которого восходят ещё к неоплатонизму[14][15]. При данном взгляде на Примордиальную Традицию как на философский концепт её реальное существование является спорным вопросом и, как правило, не признаётся в «серьёзной» академической среде[11]➤;
- собственно как Sophia Perennis (лат.), Санатана Дхарма (санскр.), Дин-аль-Фитра (араб.)[14], ― вечная мудрость (точнее ― извечная, непреходящая, «вечнодлящаяся») «нечеловеческого» (санскр. апаурушея) происхождения, по отношению к которой любая философия есть, в лучшем случае, лишь «любовь к мудрости», «стремление к мудрости», но не мудрость как таковая[3]. Именно на такой позиции стоял Генон, относивший философию к сфере сугубо человеческих «мнений»[8][16]➤.

Примордиальная традиция ассоциируется у её приверженцев с мифическим арктическим палеоконтинентом Гипербореей.
В настоящее время в России концепцию Примордиальной Традиции развивает Александр Дугин.

## Философия перенниализма
По мнению сторонников Примордиальной традиции, упоминания об идее некоего извечного, непреходящего, неизменного и универсального учения (philosophia perennis et universalis), или «древней теологии» (prisca theologia), можно обнаружить, например, у Плотина, согласно которому «доктрина эта не нова ― она принадлежит отдалённой древности», а также у Блаженного Августина:

Метафизическая «философия» именуется «непреходящей» по причине своей вечности, универсальности и неизменности, это «Мудрость несотворённая, ныне та же, что и была всегда и всегда будет» Августина; религия, которая, как он говорил также, лишь приобрела имя «христианства» после пришествия Христа.
Оригинальный текст (англ.)The metaphysical «philosophy» is called «perennial» because of its eternity, universality, and immutability; it is Augustine's «Wisdom uncreated, the same now as it ever was and ever will be»; the religion which, as he also says, only came to be called «Christianity» after the coming of Christ.
— Ананда Кумарасвами. Веданта и Западная традиция
Великий суфий Мухйиддин ибн Араби (1165 ― 1240) одним из первых осознал и сформулировал принцип сущностного единства и равноправия всех духовных традиций:

Вера содержит ту истину, форму которой приняло сердце, и которая открылась сердцу, чтобы быть им познанной. Глаз видит лишь истину своей веры. Различие верований не тайна. Тот, кто привязывает Его к какой-либо вере, отрицает Его в любой вере, отличной от той, с которой он его связал, и утверждает его в вере, с которой он Его связал в Его манифестации. Но тот, кто освобождает его из связанности, тот вовсе не отрицает Его, но утверждает Его в каждом обличье, в которое Он превращает Себя.
— Ибн Араби. Геммы мудрости.
С именем Ибн Араби связано учение о «Единственности существования» (Вахдат аль-вуджуд), которое лежит в основе метафизики Генона, при том, что, согласно самому Генону, подобные концепции не могут иметь автора, они лишь заново провозглашаются, извечно «сберегаясь» в Примордиальной традиции. Это же относится и к фундаментальной доктрине тождества Абсолюта и высшей «Самости», изложенной Шанкарой и Экхартом.
Термин «Непреходящая философия» появляется у Августина Стехуса, или Стеуко (Steuchus), в книге De perenni philosophia, 1540. У Стехуса его позаимствовал Лейбниц.
Центральной фигурой, с которой ассоциируется как начало ясно выраженного современного философского направления интегрального традиционализма, так и само понятие Примордиальной Традиции, стал Рене Генон (1886 ― 1951).
Генон воспринял из нескольких источников (некий неизвестный индус, арабский богослов Абд-эр-Рахман эль-Кебир, граф Альбер де Пувурвиль, или Матжиои, имевший даосское посвящение) сведения о различных духовных традициях ― ведантической, суфийской и даосской. Сам Генон получил посвящение в суфийский тарикат Шазилийя.
Вместе с тем, по замечанию Александра Дугина, ссылающегося в данном вопросе на Марка Сэджвика, истоки современной философии традиционализма следует искать не столько в «экзотических» восточных учениях, сколько именно в западной «перенниалистской» традиции платонизма, неоплатонизма и герметизма эпохи Возрождения, представленной такими фигурами, как Гемист Плифон, Марсилио Фичино, Пико делла Мирандола, тот же Августино Стеуко.
Генон не использовал термин «традиционализм», поскольку считал, что он несёт в себе «сентиментальный подход» к Традиции, и при этом теряется её метафизическое основание. Генон предостерегал от «фальсификации слов», когда, например, под «традицией» понимают совокупность «человеческих» обычаев, упуская главное ― её сверхчеловеческий источник.
Ананда Кумарасвами (1877 ― 1947) помог Генону глубже понять многие стороны индийских концепций, например, изменить первоначальное отношение к буддизму как к сугубо «гетеродоксальному» учению. К этому же кругу мыслителей принадлежал Фритьоф Шуон (1907 ― 1998), чьё отношение к философии (если речь идёт о философии традиционного характера) было, однако, более «взвешенным», чем у Генона.

#### Критика интегрального традиционализма
Философы-неотомисты (такие, как Ж. Маритен) отвергли обвинения в адрес современных христиан в «сентиментализме» со стороны традиционалистов. В теориях традиционалистов и, в частности, в их отрицательном отношении к гуманизму, неотомисты видели отражение гностических учений.
Традиционалистское неприятие современного мира и западной цивилизации рассматривается представителями таких течений, как «Новые правые» во Франции и неоевразийство в России в качестве теоретической основы для критики «либерального гуманизма» западной культуры, что, в свою очередь, воспринимается либеральными кругами как апология антидемократизма.
С другой стороны, теологи, принадлежащие к конкретным религиозным конфессиям, часто не принимают тезиса интегральных традиционалистов о едином сверхрелигиозном истоке всех частных вероисповеданий и смешивают метафизику с оккультизмом, теософией и псевдоэзотерикой.
Александр Дугин, в определённой степени соглашаясь с Геноном в вопросе изначального единства Традиции, делает, однако, акцент на некоторых глубинных различиях в метафизических построениях отдельных традиционных форм, более фундаментальных, чем внешние, «экзотерические» разногласия.

## Примордиальная традиция согласно Рене Генону

### Основные черты Примордиальной традиции
В своих произведениях Рене Генон не говорил от собственного имени, но всегда подчёркивал, что лишь раскрывает и истолковывает, причём наиболее удобопонимаемым для европейской ментальности языком, то, что непрерывно передавалось в рамках Традиции. Термин «примордиальная духовность» появляется уже в начале книги «Кризис современного мира» (1927). Если теория прогресса предполагает совершенное состояние в будущем, то с позиций примордиализма оно существовало в прошлом, в эпоху так называемого «Золотого века». 
Некоторые особенности «строения» Примордиальной традиции, отражённые в различных работах Генона:
- происхождение из сверхчеловеческого источника, дающее традиции характер «непогрешимости» («вертикальная» трансмиссия)[40];
- непрерывная передача по цепи преемственности инициатическими организациями («горизонтальная» трансмиссия)[40];
- связь с циклическим характером развития актуального человечества, по мере нисходящего движения которого Традиция, оставаясь внутренне неизменной, подвергается затемнению, «оккультации» для большинства людей[3][16];
- единство содержания при наличии разных внешних форм, вызванных приспособлением к различным условиям[3];
- существование эзотерического метафизического[41] «ядра», отделённого не только от профанных мировоззрений (философия, наука), но и от экзотерических религий[42];
- интегральное рассмотрение всех явлений с точки зрения метафизических принципов, придающее любой активности «традиционный» характер[3];
- невыразимость основных истин рациональным путём, но только с помощью символизма и интеллектуальной интуиции[43];
- примат «знания» над «действием», но знания не теоретизирующего, а нацеленного на метафизическую реализацию, то есть осуществление высших, сверхиндивидуальных состояний[44].

### Возникновение единой традиции. Законы Ману
Согласно Рене Генону, Единая Примордиальная традиция связана с северными полярными областями Земли — легендарным палеоконтинентом Гипербореей или гипотетическим островом Туле. Связь Традиции с полюсом имеет глубокое метафизическое значение, поскольку полюс, как и вертикальная линия креста или центр окружности, является символом неподвижного и неизменного Принципа. Полюс соотносится с мировой осью («Алмазной Осью», «Небесным Лучом»), пронизывающей все состояния бытия и являющейся образом «недействующего» действия, «влияния присутствия» Высшего Принципа в проявленном мире. Это «Великий Мир», или «Мир в Пустоте», то «место», где утверждается «совершенный», достигший Отождествления (или «Союза», Йоги) с Принципом.
Примордиальная традиция определяется как «извечная» и «непреходящая», поскольку длится столько же, сколько длится цикл существования данного человечества, но она не «вечная» в абсолютном, вневременном смысле, как вечен сам Принцип. В начале каждого человеческого цикла — манвантары — она провозглашается, устанавливается первочеловеком и законодателем Ману, символизирующим трансцендентный божественный разум:

[…] этот «закон» или «норма», свойственные этому циклу, сформулированные при его начале Ману, который управляет им [циклом], то есть космическим Умом, который отражает божественную Волю и выражает вселенский Порядок […]
— Рене Генон. Очерки об индуизме. Санатана Дхарма. Пер. Т. Любимовой.
Каждой из семи Манвантар прошедшего и семи Манвантар будущего, образующих полный цикл нашего конкретного мира (Кальпу), соответствует свой Ману, подчинённый Ади-Ману («Примордиальному Ману»).
По мнению Генона, в слове Дхарма («Установление» закона) имеется практически тот же корень («дхри»), что и в слове Дхрува, несущем в себе идею Полюса, то есть незыблемости, неизменности, а также напоминание о гиперборейском происхождении Традиции. Этот Закон тотально охватывает все сферы жизни, поэтому в «нормальном», традиционном обществе не может быть профанных занятий, наук, областей деятельности, вообще, ничего профанного. Оппозиция сакрального и профанного появляется гораздо позже начала Традиции, в ходе нисходящего движения цикла.
Осознание метафизических принципов и их первичности придаёт любой деятельности «законный» с точки зрения традиции характер:

[…] когда рассматривают Санатана Дхарму как интегральную традицию, она заключает в себе принципиально все ответвления человеческой деятельности, которые, впрочем, тем самым «трансформированы», поскольку они причастны (самим фактом этой интеграции) «нечеловеческому» характеру, присущему всей традиции […]
— Рене Генон. Очерки об индуизме. Санатана Дхарма. Пер. Т. Любимовой.
Так называемые «традиционные науки» являются приложениями традиционной доктрины ко всевозможным частным сферам существования. Эти науки (алхимия, астрология, сакральная геометрия и другие) могут служить и ступенями для символического постижения метафизических истин высшего, трансцендентного порядка. Однако легитимностью они обладают лишь как часть интегральной Традиции, а не в качестве современных фальсификаций.
Генон даёт такое определение Примордиальной традиции, или Санатана Дхарме:

Теперь легко понять то, чем на самом деле является Санатана Дхарма: это есть не что иное, как изначальная [то есть Примордиальная] Традиция, которая одна существует непрерывно и без изменений сквозь всю Манвантару, а также обладает циклическим постоянством, потому что сама её изначальность выводит её из превратностей последующих эпох и которая одна только может со всей строгостью рассматриваться как вполне и поистине интегральная. Впрочем, вследствие нисходящего направления цикла и духовного помрачения, которое из этого следует, изначальная Традиция становится скрытой и недоступной для обычных людей; она есть первоисточник и общее хранилище всех особых традиционных форм, которые из неё происходят при адаптации к специальным условиям того или иного народа и эпохи […]. Всякая ортодоксальная традиция есть отражение и, можно сказать, «замещение» изначальной Традиции […]
— Рене Генон. Очерки об индуизме. Санатана Дхарма. Пер. Т. Любимовой.
Носителем Примордиальной традиции во всей её незамутнённой целостности на протяжении всего актуального цикла, даже в тёмные последние его века, выступает, по мысли Генона, так называемый «высший центр» традиции. Отражениям этого образа (Агартхи, царство, скрытое в нынешний период под землёй) в символизме разных частных традиций посвящена работа Генона «Царь Мира». «Высший центр» традиции служит «земным полюсом» божественного «присутствия» в проявленном мире ― Шехины. Среди символов этого «присутствия» и самой традиции, Генон упоминает, например, Ковчег Завета и Святой Грааль.
См. также: «Царь Мира».

### Метафизическое «ядро» традиции
См. также: Рене Генон. Метафизика
Метафизика адвайтического толка, лежащая в основе Примордиальной Традиции, согласно Генону не может быть адекватно выражена рациональным языком, дискурсивным методом. Истинное, действенное познание метафизических принципов состоит в отождествлении познающего с познаваемым и возможно на пути сверхрациональной, но при этом сугубо интеллектуальной интуиции (араб. айн уль-кальб, «око сердца», санскр. буддхи, «трансцендентный разум»).
Однако сам Генон неоднократно во многих работах излагал основы метафизики, всякий раз беря новую отправную точку — соотношение непроявленного и проявленного, единого и множественного («Множественные состояния бытия»), символы неизменного средоточия и изменчивой периферии («Символизм креста»), «строение» человеческого существа («Человек и его осуществление согласно Веданте»), оппозиция «качество-количество» и законы циклического проявления («Царство количества и знамения времени»), символы «небесного», «земного» и «человеческого» («Великая Триада»).
Основополагающее начало метафизики Примордиальной традиции — признание единственной реальности в полном смысле этого слова: бесконечного и неопределимого высшего принципа, тождественного высшей «Самости» (фр. Soi), чьей иллюзорной манифестацией, то есть меньшей, неполной, зависимой, контингентной реальностью, является всё Сущее, или экзистенция, в том числе индивидуальные человеческие «я» (фр. moi).
Метафизика утверждает первичность непроявленного, необусловленного, бесконечного, символизируемого чёрным цветом, по сравнению с проявленным, обусловленным, «небесконечным» (даже при «неограниченности»), изображаемым белым. Поэтому метафизика, согласно Генону, превосходит онтологию, чей предмет составляет манифестированное Бытие. Проявление в глубинной своей сути иллюзорно, хотя не ирреально:

[…] непроявленное содержит в принципе всё то, что составляет глубокую и сущностную реальность вещей, существующих в каком-нибудь модусе проявления […]
— Рене Генон. Множественные состояния бытия, гл. XIV. Пер. Т. Любимовой.
Универсальная, или вселенская, возможность представляет собой «сторону» первопринципа, хотя и не проявленную — Не-Бытие, — но соотносимую со способностью (Шакти) к иллюзорному (Майя) пребыванию в аспекте различения и множественности. Первичное «определение» этого бесконечного Не-Бытия («метафизического Ноля»), — Бытие (чистое Бытие) — выступает как принцип проявления (Единое). По отношению к Экзистенции (проявлению) этот принцип служит творческим и правящим началом (Великий Архитектор Вселенной), именно его почитают в качестве личного Бога теистические религии. Но метафизика осознаёт, что «отдельное существование» он получает лишь с «точки зрения» проявления, то есть относительной реальности, поэтому в предельном смысле также является относительным, «не-высшим».
Единое, или принцип Бытия, манифестирует себя как бы с помощью «разделения» на два полюса — сущностный, активный и субстанциальный, пассивный, служащий «опорой» проявления (materia prima). «Между» этими непроявленными началами и возникают множественные состояния Бытия.
Всё неограниченное множество этих состояний может быть рассмотрено как в одновременности, так и символически во временной последовательности, как совокупность сменяющих друг друга циклов проявления (Кальп), хотя с точки зрения Принципа не может быть и речи о темпоральности. Вся сумма бесчисленных циклов образует сверхцикл (Махакальпу), или цикл циклов, в котором, со стороны Принципа, конец совпадает с началом, а сам Принцип символизируется средоточием этой окружности и является единственным источником всех циклов, или миров проявления, откуда всё исходит и куда всё возвращается (образом этой «цепи миров» служат чётки). Вся совокупность состояний Бытия пронизана Мировой Осью (сутратмой, или «нитью Духа»), проходящей через центр каждого мира. Эта Ось изображает «вертикальное» действие Первопринципа, «Самости», в то время как «горизонтальное» расширение, «спиральное» распространение относительно центральной Оси образует всю сумму проявленных возможностей конкретного мира. «Промежутки» между циклами — это периоды «растворения» проявленного, или пралайи.
Манифестация Высшего принципа сравнивается Геноном с фазами дыхания или сердцебиения. Две тенденции, нисходящая, кристаллизирующая Сущее и восходящая, растворяющая и возвращающая всё к Первопринципу, по существу одновременны, но с низшей точки зрения, со стороны множественности, периферии проявления, они выстраиваются в форму временной последовательности циклов.
Манифестация выступает в трёх возможных видах, или ступенях проявленности — неоформленная («Дух» в узком смысле, не следует смешивать с «Универсальным Духом» — Первопринципом), тонкая («Душа») и грубая, или телесная. Тонкое и телесное проявление определяются Геноном как формальные, то есть характеризуются наличием чувственной формы (рупа), которая, в то же время, соответствует «индивидуальности». Высшее Начало проявляется в плане тонкой манифестации как «Мировое Яйцо» (Брахманда), эмбрион, прототип для грубой. В области телесной модальности отражением этого центрального принципа становится эфир (квинтэссенция, акаша), дальнейшие модификации которого образуют остальные телесные элементы.
Состояние, или уровень, универсальной манифестации, это одновременно:
- мир в широком смысле, например, наш мир как совокупность телесных и тонких (субтильных) модальностей;
- цикл, или Кальпа (сравни греч. Эон);
- «правитель» этого мира, или цикла, символически называемый «ангелом», но, по-существу, олицетворяющий один из «Божественных атрибутов», выражением которого служит данный уровень манифестации;
- состояние сознания существа.

Символы связывают воедино все состояния Бытия, и в этом смысле Примордиальная Традиция в целом также является «символом». Символизм чрезвычайно важен для понимания традиционных доктрин. Один из центральных символов — так называемый «символ аналогии». Он представляет собой два треугольника, один вершиной вверх, означающий «высшее», другой перевёрнутый и часто меньшего размера, изображающий «низшее», подобное «высшему», но как бы в перевёрнутом отражении (универсальный закон «обратной аналогии» архетипа и его манифестации). Прямая, соединяющая вершины этих треугольников, и есть Ось Мира, а горизонтальная граница между ними — это грань между формальными, «подлунными» и неоформленными, духовными, или «ангельскими» состояниями (граница «нижних и верхних вод»).

#### Инициация
Так называемый «Универсальный человек», или Инсан аль-Камиль исламского эзотеризма, Адам Кадмон каббалы, символизирует всю полноту Универсальной Манифестации, и, одновременно, является высшим, сверхиндивидуальным состоянием человеческого существа, достигаемым метафизической реализацией. Основной смысл этой реализации, осуществимой в наш исторический период на пути инициации (посвящения), состоит в превосхождении индивидуального состояния, для чего, однако, необходимо сперва достичь «примордиального» состояния, утвердиться в «средоточии» собственного существа, там, где плоскость нашего мира пересекает «Мировая Ось» (это образует так называемые «малые мистерии»), и лишь затем подниматься по этой Оси к сверхчеловеческим состояниям («великие мистерии»). Именно в обеспечении передачи «духовных влияний», необходимых для процесса метафизической реализации, и состоит роль регулярных инициатических обществ, сохраняющих цепь преемственности (санскр. парампара, араб. силсила).
Важность различия «малых» и «великих» мистерий для характеристики отдельных традиций объясняется тем, что лишь та традиция является полной, которая включает в себя не только стадию «малых», но и стадию «великих» мистерий. Те традиции, которые исчерпываются «малыми» мистериями, соответственно, ограничиваются «космологическим» измерением. Целью посвящения является «выход за пределы Космоса», то есть данного состояния проявления. Этот выход символически называется «Врата Богов» (евангельское «игольное ушко»), он ведёт к сверхиндивидуальным состояниям и, в конечном счёте, к Высшему Отождествлению, сознательной реинтеграции с Принципом.
Вопросы инициации с точки зрения традиции рассмотрены Геноном в работе «Заметки об инициации».

### Единая традиция и законы циклического развития
Генон отмечает, что Кальпа (Эон) символизирует общее развитие мира, или уровня проявления. Поскольку время, как и пространство, характеризует лишь частную (телесную) область этого мира, временная протяжённость Кальпы имеет символический характер. Однако меньшие, вторичные циклы — Манвантары — непосредственно относятся к историческому развитию земного человечества.
Манвантара образована четырьмя последовательными стадиями, называемыми «Веками» или Югами, которые обладают сокращающейся длительностью, начиная от «Золотого Века», или Сатья-Юги, когда возникает Примордиальная Традиция, и заканчивая «Железным Веком», или Кали-Югой, с предстоящим в её финале концом Манвантары. Соотношение продолжительностей «Веков» составляет 4 : 3 : 2 : 1. На вопрос об их реальных протяжённостях, согласно Генону, не следует открыто искать точный ответ, существенно лишь их соотношение, которое, кстати, воспроизводит пифагорейский тетрактис.
Для судьбы Примордиальной традиции важно то, что в течение Манвантары происходит ослабление сущностного, качественного начала и усиление субстанциального, количественного. Первоначальная «Сфера» мира превращается в «Яйцо», затем это «Яйцо» оплотняется, закрывается от высших, духовных влияний и, наконец, размягчается снизу, открываясь «низшему психизму», демоническим воздействиям. Меняется само «качество» времени и скорость его движения (время ускоряется), в отрицательную сторону «мутирует» вся космическая среда, происходит тотальное смешение, в том числе рушится система варн (состояние аварна, «ниже варн») и законное главенство «брахманов», связывавших мирскую власть («кшатриев») с областью Принципа. Изначально же, благодаря высокой духовности примордиального человечества, вообще не было необходимости деления социума на варны (состояние ативарна, «над варнами»), а также особого института инициации для осуществления метафизической реализации. Символизируя остановку хода данного цикла, полное исчерпание и «фиксацию» всех его возможностей, необходимые для подготовки новой Манвантары, «Мировое Яйцо» трансформируется в «Куб».
Периоды упадка, деградации сменяются периодами частичной адаптации, восстановления (одним из последних было возникновение христианства и средневековой цивилизации), однако, по мысли Генона, современный мир, скорее всего, уже как бы на «финишной прямой» перед концом цикла. Заключительный период Кали-Юги, возможно, начался в VI веке до нашей эры. Это время, которое принято считать «осевым» (в положительном смысле, например у К. Ясперса), когда возникли многие новые учения и философия как таковая, Генон, напротив, рассматривал как начало самого тёмного отрезка истории.
Законы циклического развития, согласно которым течение каждого цикла сопровождается последовательным отдалением проявленного от Принципа и деградацией, в том числе «духовным помрачением», неизбежно ведут к следующему:
- происходит адаптация Традиции к условиям эпохи, среды, расы, языка, в результате чего возникают частные ответвления единой Традиции;
- появляются учения и религии экзотерического плана, то есть обращённые к большинству, уже утратившему способность восприятия эзотеризма. Они носят «нормальный», традиционный характер, но уже не заключают в себе возможности полной метафизической реализации[38];
- возникают профанные мировоззрения — философия[64], светская наука, различные спиритуалистические и теософские учения, как правило, имеющие уже «ненормальный», антитрадиционный характер;
- сама Традиция подвергается «оккультации», или затемнению, помрачению, что выражается в её сокрытии, уходе «под землю» её «высшего центра» (Агартхи)[65]. Традиция сохраняется в виде «семян»;
- усиливается сознательное и прямое противодействие Традиции ― «контртрадиция», или «контринициация»[6], источник которых спрятан в низших областях «тонкого мира»;
- наконец, должна наступить остановка движения цикла и «переворачивание полюсов», то есть восстановление изначального состояния и начало нового цикла. Примордиальная Традиция вновь обнаруживается во всей её полноте[66].

Генон настаивает на закономерности нынешнего исторического периода, поскольку переход от одного цикла к другому «должен совершаться в полной темноте». Сохранение Традиции «под землёй» символически соотносится со «светом в пещере» (пещера ― один из символов сердца, «органа» интеллектуальной интуиции), с прорастанием «семени бессмертия» (луз в еврейской традиции).

#### «Антитрадиция» и «контртрадиция»
Материализация, отвердение («солидификация») мира, нарастающие по мере движения от изначальной «Сферы» к «Кубу», имеют свой коррелят в области человеческих идей и отношения к действительности. Это так называемая «антитрадиция» — сочетание материализма, механицизма, рационализма, духовного нигилизма, «ненависти к тайне», всеобщего уравнительства и тотального обезличивания и упрощения. Необратимое разрушение традиционного порядка окончательно обозначилось на Западе в эпоху Ренессанса:

Современная цивилизация предстаёт настоящей аномалией в истории: единственная среди всех нам известных, она избрала сугубо материальный вектор развития, она единственная, которая не опирается ни на какой принцип высшего порядка. Это материальное развитие, со всё большим ускорением идущее на протяжении вот уже нескольких веков, сопровождалось интеллектуальным упадком, который оно совершенно неспособно компенсировать. Речь идёт, разумеется, об истинной и чистой интеллектуальности, о том, что можно было бы назвать также и духовностью; мы отказываемся прилагать это имя к тому, к чему его чаще всего прилагают современные люди: к культуре опытных наук […]
— Рене Генон. Символы священной науки. Традиционная символика и некоторые из её всеобщих применений. Реформа современного сознания. Пер. Н. Тирос.
Однако наиболее опасной является тенденция, соответствующая моменту, когда самое «устойчивое» положение мира уже пройдено, и он с увеличивающейся быстротой движется к «размягчению» и распаду, в пучину «чистого количества». «Контртрадиция» — это сознательное выполнение воли «психических сущностей», находящихся на «изнанке мира». В сфере мысли они инспирируют все течения иррационального и «тёмноокультного» характера, их замысел с помощью «контринициации» осуществляют так называемые «святые сатаны» (араб. авлийя-уш-шайтан) и сам грядущий Антихрист, при этом опорой такого рода влияний часто служат выродившиеся и извращённые «останки» прежних традиционных форм, утратившие связь с высшими духовными началами. После восстановления Примордиальной Традиции в её целостности судьбой подобных индивидуумов будет окончательный распад, дезинтеграция и низвержение в «инфрачеловеческие» состояния.
Финальные стадии борьбы Традиции и «контртрадиции» Генон рассмотрел в последних главах работы «Царство количества и знамения времени».

## Ответвления единой традиции
Частные адаптации традиции, согласно Рене Генону, являются законным приспособлением к различным условиям существования, возникающим на протяжении цикла. В одной из посвященческих традиций, братстве Розы и Креста, считалось, что посвящённый должен говорить на том языке и принимать обычаи той страны, где он находится. Это символически называется «даром языков» и означает адаптацию Традиции. Некий единый «священный язык», соответствующий изначальному единству Традиции, лёг в основу (возможно, при наличии промежуточных звеньев) нескольких «священных языков» разных частных традиций — санскрита, древнекитайского, арабского, еврейского, греческого, латыни, которые в значительной мере более пригодны для символического выражения метафизических истин, чем современные западные «рациональные» языки. Генон часто сопоставляет термины различных доктрин, не настаивая на «эмпирическом» этимологическом родстве, но подчёркивая их высшее сходство по методу символического толкования (санскр. нирукта).
Вторичные центры, возглавлявшие частные «изводы» Традиции, постепенно стали восприниматься как «заместители» её «высшего центра», например, такие города, как Иерусалим или Фивы.
Одним из первых ответвлений от Единой гиперборейской Традиции, отмечающих «вторую половину» нынешнего цикла человечества, была, видимо, «атлантическая» традиция. Гибель Атлантиды — это библейский потоп, и, вообще, «атлантический цикл положен в основу еврейской традиции».
Индуистская и исламская традиции воспринимаются Геноном, соответственно, как наиболее близкая к началу и как завершающая цикл. При этом символично их совпадение по многим вопросам. Существует определённая разница между традициями, опирающимися на «вдохновение» (индуизм) и на «откровение» (ислам).

### Индуистская традиция
Генон считал традицию индуизма наиболее близкой к Изначальной Традиции, что объясняется, возможно, её непосредственным, без промежуточных звеньев, происхождением от гиперборейского источника. Фундаментом её является предание, первоначально устное — Шрути, включающее в себя Веды и Упанишады, которые именуются окончанием Вед (веданта), в смысле суммирующего, окончательного их значения. Кроме Шрути, то есть «услышанного», есть Смрити, «запомненное», — совокупность писаний, включающая шастры (законы), пураны (философские сказания), итихасы (эпос, например, Махабхарата и Рамаяна), сутры (сборники кратких изречений).
Глубокое различие существует между соотношением разных систем философии на Западе и отдельных философских школ — даршан — в Индии. Даршаны, согласно Генону — это как бы специализации, аспекты единой доктрины, разные уровни рассмотрения, и между ними нет непримиримых противоречий.
Наиболее глубокой и чистой доктриной метафизики является веданта. Существуют два самых влиятельных и вполне ортодоксальных комментария к Брахма-сутре, основополагающему тексту этого учения, — Шанкары и Рамануджи. Рамануджа, находившийся в русле вишнуитской ветви традиции, подчёркивал аспект Принципа как личного Господа (Ишвары), Владыки мира, что соответствует принципу проявления (Единому). Шанкара, будучи шиваитом, по словам Генона, выражал более глубокую точку зрения, согласно которой в высшем смысле Принцип ничего не творит и ничем не управляет, он иллюзорно манифестирует себя, причём, если Вселенная не отличается от Принципа, то Принцип ни в коем случае не равен Вселенной.
Высший Принцип чаще всего именуется Брахмой (Брахманом), или (как «Самость») Атмой (Атманом).
Шакти, или Майя, составляет «аспект» Принципа, соответствующий Универсальной Возможности, то есть способности творческого проявления. Ишвара (Господь) — непосредственный принцип проявления (Единое, или чистое Бытие). Сущностное начало — Пуруша, субстанциальное — Пракрити, содержащая три изначальные тенденции, предшествующие проявлению, или гуны.
Принцип манифестации (Ишвара) выступает в трёх «ипостасях» (Тримурти). Непосредственный аспект проявления — Брахма (в данном случае не смешиваемый с Высшим Брахмой), аспект сохранения и владычества — Вишну, аспект преобразования, возвращения к Принципу (что с экзотерической точки зрения воспринимается как «разрушение») — Шива.
Высшее Отождествление человека с Принципом в традиции индуизма называется мокша, или мукти (освобождение).
См. также: «Человек и его осуществление согласно Веданте».

### Дальневосточная традиция
Метафизической и эзотерической доктриной Дальнего Востока, по мысли Генона, является даосизм, в то время как конфуцианство — это экзотерическое, хотя и традиционное, учение.
Высшему Принципу соответствует понятие Дао, или «Путь». Его аспект непроявленного Не-Бытия — У-цзи. Принцип проявления (Единое) — Тай-цзи («Великий Предел»). «Небо» (Тянь) и «Земля» (Ти) — сущностное и субстанциальное начала проявления, выражающие своё влияние в двух противоположных тенденциях: Ян (восходящей, или растворение, в смысле возвращения к Принципу) и Инь (коагуляция, оплотнение проявленного). Посредником между «Небом» и «Землёй» выступает «Человек», то есть «Универсальный Человек», символ всего проявленного.
Дальневосточная доктрина, по словам Генона, как ни одна другая подчеркивает аналогию макрокосма и микрокосма (человека).
См. также: «Великая Триада».

### Иудаистическая традиция
Генон изучал эзотерическую традицию евреев каббалу. Само это слово означает «передаваемое». Корень QBL имеет значение соответствия двух каких-либо вещей, в данном случае высшего, сверхчеловеческого начала и низшего, земного его воплощения.
Высшему Принципу соответствует Эйн Соф («бесконечное»), сфирот символизируют уровни его манифестации. Первая сфира Кетер соотносится с Не-Бытием, Универсальной Возможностью (Аин), вторая сефира Хохма — первичное определение Не-Бытия, Единое. Четыре мира (олам) — ацилут, брия, йецира и асия — мир Первопринципа (архетипа) и три ступени его проявления: неоформленная, тонкая и телесная. Два «столпа» Древа сфирот — «столп Строгости» и «столп Милосердия» — соответствуют двум тенденциям, или потокам: нисходящему, связанному с субстанциальной стороной Принципа и восходящему, соотносимому с Сущностью.

### Суфийская традиция
Традиция исламского эзотеризма, или тасаввуфа, к которой принадлежал сам Генон, является, по его мнению, последней по времени великой духовной традицией, последним Откровением Принципа в истории нынешнего человечества.
По сравнению с другими традициями в исламском эзотеризме с небывалой силой выражена идея Единства, Таухида, или Единственности Существования (Вахдат аль-вуджуд). Есть множество точек соприкосновения суфизма с традицией веданты, например, особая роль звучащего слова, молитвенного поминания, называемого, соответственно, зикр и мантра. Аналогом индуистской мокши служит понятие фана, то есть растворение, угасание. С Брахмой и трибхуваной индуизма, равно как и с «четырьмя мирами» каббалы, иначе говоря, с Принципом и тремя степенями его манифестированности, коррелируют лахут (мир Первоначала), джабарут (мир ангелических интеллектов), малакут (мир тонких форм) и мульк, или насут (чувственный мир).
Коран, подобно всем священным книгам, выступает символом совокупности мироздания. Отдельные буквы — это бесчисленные проявленные во Вселенной существа, каждое из которых имеет «небесный», духовный прообраз, поскольку буква, так же, как и число, соотносится с идеей, архетипом. Собирание слова, фразы, книги из отдельных букв становится аналогом восстановления «примордиального единства» человека и всего Сущего в целом.

### Западные традиции
Особая история у Западных традиций. Видимо, древнейшей формой, давшей начало многим другим, была египетская традиция. От неё произошёл герметизм, учение скорее космологического порядка, особую роль в котором играли «традиционные науки» (алхимия, астрология).
Греческие орфики и пифагорейцы, тамплиеры и розенкрейцеры, в последний исторический период масоны (в изначальной, неискажённой форме) — все эти инициатические организации представляли истинную Традицию. Однако, начиная примерно с XIV века, когда по указанию светской власти был разгромлен Орден тамплиеров, прогрессирующее отклонение Запада от духовности и Традиции не могло не сказаться и на посвященческих организациях. Генон считает, в частности, что истинные «братья Розы и Креста» покинули Запад и переселились на Восток после Вестфальского мира 1648 года, знаменовавшего конец средневековой «христианской Европы». Произошло некоторое забвение основополагающих метафизических принципов в пользу социальной и другой профанной активности. Под маской посвящения существуют псевдопосвященческие и «контрпосвященческие» структуры.
Что касается христианства, то, несомненно, это изначально истинно инициатическое и традиционное учение. При этом, если Западная Церковь в последующем приобрела характер экзотеризма, то именно в Восточной Церкви сохранилось подлинно эзотерическое течение — исихазм.
Христианская Троица отражает внутреннюю троичность принципа проявления, или Единого, состоящую в единстве познающего («Чистого Бытия»), познания («Логоса») и познанного («Блаженства»). Это соответствует ведантической формуле сат-чит-ананда. С другой стороны, Святой Дух и Дева порождают Христа, что символизирует рождение Аватары, или «семени» проявления, посредством «недействующего» влияния сущностного начала и с опорной функцией Субстанции (materia prima).
Согласно Фритьофу Шуону, который, в свою очередь, следует суфию Рузбехану Бакли, «квинтэссенцию» эзотеризма и самой Religio Perennis олицетворяет Дева Мария, именуемая «Матерью всех Пророков и Пророчеств и субстанцией первородной Святости».

### Сущностное единство всех традиционных форм
Сущностное единство всех традиционных форм не является, согласно Генону, следствием заимствований и не происходит от сомнительной психологической «общности человеческой природы». Оно объясняется только одним — единством источника. При этом Генон не рекомендует смешивать разные традиционные формы. Каждая из них ведёт к средоточию, «примордиальному единству», но постоянный переход с одного пути на другой или попытка следовать сразу несколькими путями может лишь осложнить достижение центра.
Приводя многочисленные примеры совпадения концепций, терминов и символов различных ответвлений единой Традиции, Рене Генон приходит к выводу:

[…] мы можем констатировать совершенное согласие различных традиционных доктрин, которые в действительности представляют собой лишь различные выражения единой Истины.
— Рене Генон. Заметки об инициации, гл. XLVII. Пер. Т. Фадеевой.

## Комментарии
1. ↑  «…не следует смешивать с Примордиальной традицией …так называемый Интегральный Традиционализм. Интегральный Традиционализм представляет собой прежде всего особый традиционалистский метод познания традиции …в отличие от Примордиальной традиции, представляет собой некое техническое понятие», см. Олег Фомин: Очень простая жизнь Рене Генона. К генеалогии традиционализма. Архивная копия от 30 января 2010 на Wayback Machine
2. ↑  См., в частности: Рене Генон. Символы священной науки. Главы «Строительная символика», «Осевая символика и символика перехода».
3. ↑  Различие и даже несоизмеримость понятий метафизического Бесконечного (фр. Infini) и неисчислимого, неопределённого (фр. indefini) Генон раскрывает в работах «Множественные состояния бытия» и «Принципы вычисления бесконечно малых».
4. ↑  Точнее, Универсальную Возможность составляет совокупность Не-бытия и Бытия, однако последнее в своей целостности как бы «объемлется» Не-бытием, которое более «фундаментально», см. Рене Генон. Множественные состояния бытия, гл. III.